# Fernando Schiappa de Campos
Fernando Lopes Schiappa e Silva de Campos, kurz Fernando Schiappa de Campos (* 20. April 1926; † 21. November 2018) war ein portugiesischer Architekt.

## Leben
Fernando Schiappa de Campos wurde am 20. April 1926 geboren. Campos studierte Architektur an der Escola Superior de Belas-Artes in Lissabon, das Studium schloss er 1954 ab. Nach seiner Ausbildung unterrichtete er zunächst an verschiedenen Berufsschulen.
1956 wechselte Campos zum Gabinete de Urbanização do Ultramar (GUU, zu Deutsch etwa „Amt für Urbanisierung der Kolonien“), wo er als Auftragsarchitekt arbeitete. Unter anderem erstellte er gemeinsam mit dem Amtsleiter des GUU, João António de Aguiar, und Eurico Machado den architektonischen Leitfaden für neue Schulbauten in den Kolonien („Normas para as Instalações dos Liceus e Escolas Profissionais nas Províncias Ultramarinas“). Im Rahmen seiner Arbeit als Auftragsarchitekt für das GUU entwarf er zahlreiche Schulbauten – Grundschulen, Sekundarschulen und Berufsschulen – für die Kolonien Mosambik und Angola. Das Hauptwerk von Campos entstand in dieser Zeit. Zwischen 1958 und 1959 besuchte Campos unter anderem den Kurs zu Architektur in den Tropen der Architectural Association der Architekten Maxwell Fry und Jane Drew, die bereits mit Le Corbusier im Chandigarh-Projekt mitarbeiteten.
1959/60 war Campos Teil eines Auftrags des GUU zur Typisierung lokaler Wohnbauten in der portugiesische Kolonie Guinea (Guinea-Bissau), der später in dem Bericht Habitats Tradicionais da Guiné Portuguesa, veröffentlicht 1970, mündete. Anfang der 1960er Jahre wechselte Campos als beratender Architekt nach Lourenço Marques, die Hauptstadt der damaligen portugiesischen Kolonie Mosambik. Dort beriet er die Kolonialverwaltung bei den Urbanisierungsplänen der Kolonie. Ende der 1960er Jahre zog Campos in die Kolonie Portugiesisch-Timor und entwarf dort unter anderem den Sitz der Banco Nacional Ultramarino und die Residenzen der Angestellten der gleichen Bank.
Nach dem Ende der Diktatur in Portugal und der Unabhängigkeit der portugiesischen Kolonien zog Campos zurück nach Portugal. Dort diente Campos von 1975 bis 1978 als Beamter im Planungsreferat des Ministeriums für Bauen, Wohnen und Urbanisierung. Parallel dozierte Campos an seiner Alma Mater, Escola Superior de Belas-Artes, bis 1980.

## Werke

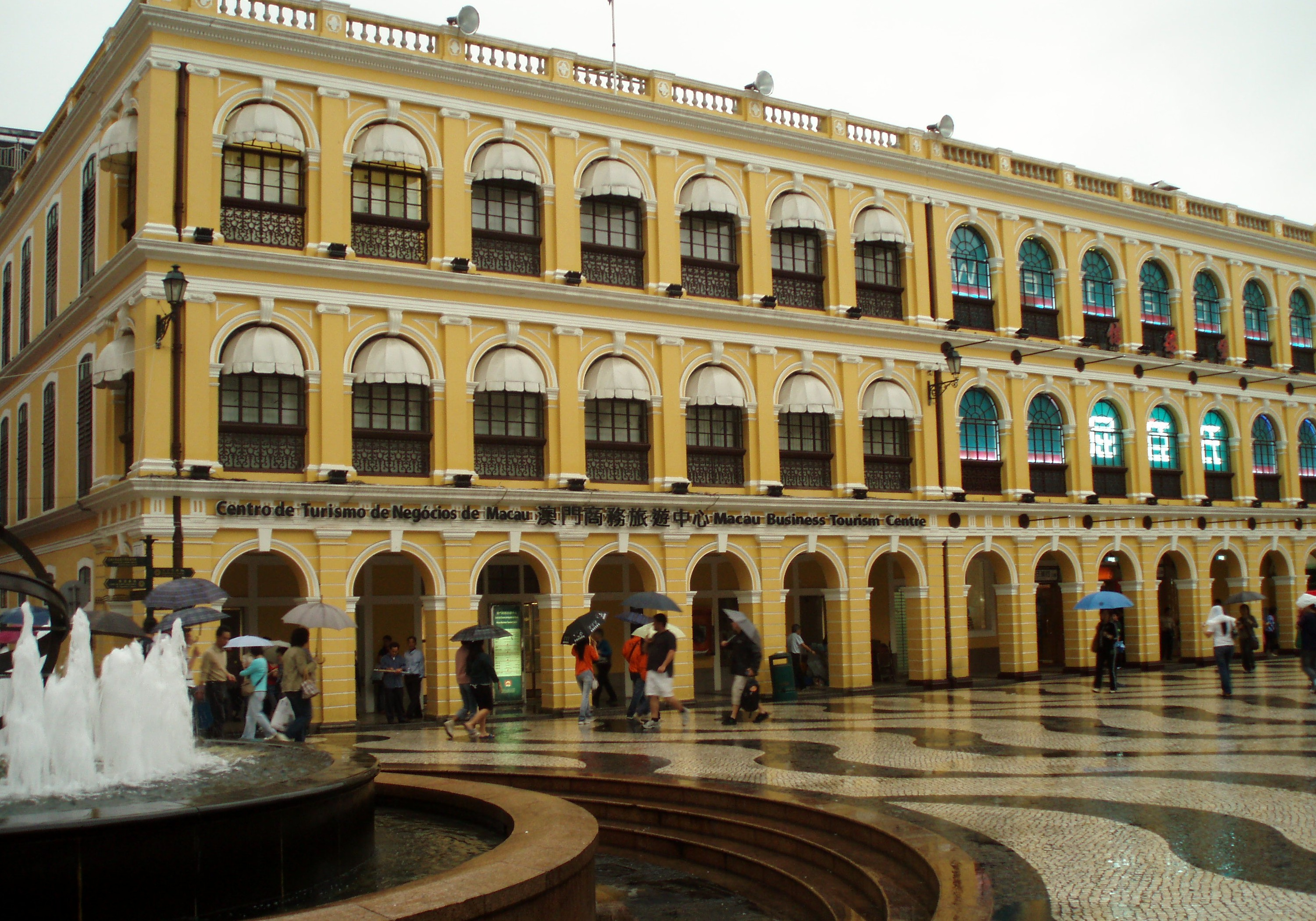
Edifício do Serviço de Turismo de Macau, Largo do Senado, Macau (1961)

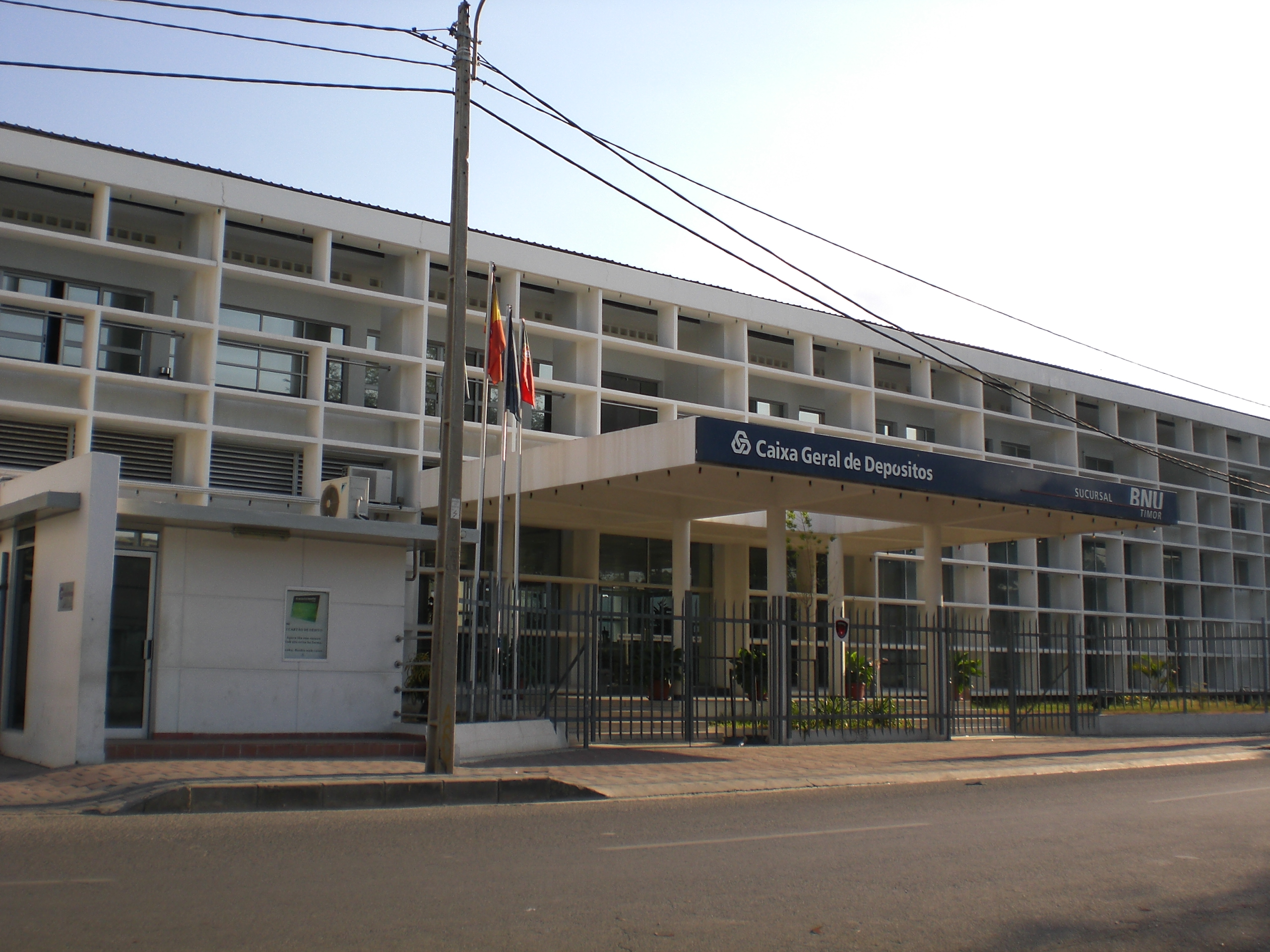
Sitz der Banco Nacional Ultramarino in Dili, Osttimor (1966–1968)

- 1955: Escola Técnica Elementar de Silva Porto, Silva Porto [Cuito][3]
- 1955–1956: Escola Técnica Elementar, Malanje; zusammen mit Lucínio Cruz und João Pedro Lucas[4][5][6]
- 1956: Escola Comercial e Industrial Freire de Andrade, Beira; zusammen mit Eurico Pinto Lopes[7][8]
- 1956: Escola Industrial e Comercial Infante D. Henrique, Moçâmedes; zusammen mit Lucínio Cruz und Luís Possolo[9]
- 1956: Liceu Pêro de Anaia, Beira; zusammen mit António Figueiredo[10]
- 1956: Escola Técnica Elementar, Inhambane[4][11]
- 1956: Escola Técnica Elementar, Nampula[4][12]
- 1956: Escola Comercial e Industrial Sarmento Rodrigues, Nova Lisboa [Huambo]; zusammen mit Alberto Braga de Souza[13]
- 1958–1960: Escola Comercial e Industrial Gago Coutinho, Lobito; zusammen mit Lucínio Cruz und Luís Possolo[14]
- 1958: Escola Comercial e Industrial de Quelimane, Quelimane[15]
- Ende 1950er: Escola Comercial e Industrial de Benguela, Benguela[16]
- Ende 1950er: Liceu Nacional de Nova Lisboa, Nova Lisboa [Huambo]; zusammen mit João António de Aguiar[4][17][18]
- 1961: Edifício do Serviço de Turismo de Macau, Macau[19]
- 1966–1968: Sitz der Banco Nacional Ultramarino in Dili[4][20]
- Ende 1960er: Residenzen der Angestellten der Banco Nacional Ultramarino, Dili[4]